# Арора, Амрита
Амрита Арора Ладак (англ. Amrita Arora Ladak; род. 31 января 1978 года) — индийская актриса, модель, телеведущая и виджей.

## Биография
Амрита родилась в Чембуре, районе Мумбаи, в семье малаяли Джойс Поликрап и пенджабца Анила Арора. У неё есть старшая сестра Малаика Арора. 
Актриса дебютировала на экране в фильме «Так далеко, так близко», который не имел особого успеха, в паре с Фардином Ханом. Её первой удачной работой стала «У любви нет цены» того же года, однако затем последовала череда провалов, например, картина «Подруга». В 2007 году она появилась в качестве камео в музыкальном номере «Deewangi Deewangi» из фильма «Когда одной жизни мало» вместе со своей сестрой и её мужем. Премьера её последнего фильма Ek Tho Chance состоялась на кинофестивале Кералы в 2009 году.

## Личная жизнь
В 2009 году Амрита вышла замуж за бизнесмена Шакила Ладака и позднее родила ему двоих сыновей: Азаана (5 февраля 2010) и Раяана (20 октября 2012).

## Фильмография
| Год  |   | Русское название               | Оригинальное название     | Роль                              |
| ---- | - | ------------------------------ | ------------------------- | --------------------------------- |
| 2002 | ф | Так далеко, так близко         | Kitne Door Kitne Paas     | Каришма Патель                    |
| 2002 | ф | У любви нет цены               | Awara Paagal Deewana      | Мона                              |
| 2003 | ф | Парни не промах                | Ek Aur Ek Gyarah          | Прити                             |
| 2004 | ф | Вызов                          | Shart: The Challenge      | Сарью                             |
| 2004 | ф | Подруга                        | Girlfriend                | Сапна                             |
| 2004 | ф | Выходи за меня замуж           | Mujhse Shaadi Karogi      | Рома                              |
| 2004 | ф | Магия крови                    | Rakht                     | Наташа Бахадур Сингх              |
| 2006 | ф |                                | Deha                      | Рини Синха/Десаи                  |
| 2006 | ф |                                | Fight Club - Members Only | Шонали Малхотра                   |
| 2007 | ф |                                | Red: The Dark Side        | Рия Малхотра                      |
| 2007 | ф |                                | Speed                     | Самира Мехра                      |
| 2007 | ф | Когда одной жизни мало         | Om Shanti Om              | камео в песне «Deewangi Deewangi» |
| 2007 | ф |                                | Raakh                     | Налини                            |
| 2008 | ф | Брачные игры                   | Rama Rama Kya Hai Dramaaa | Кхуши Бхатия                      |
| 2008 | ф | Алло, колл-центр слушает!      | Hello                     | Радхика Джа                       |
| 2008 | ф | Герои                          | Heroes                    | Прия (камео)                      |
| 2008 | ф | Весёлые мошенники возвращаются | Golmaal Returns           | Эша Сантоши                       |
| 2009 | ф | Невероятная любовь             | Kambakkht Ishq            | Камини Сандху                     |
| 2009 | ф |                                | Team – The Force          | Рия                               |
| 2009 | ф |                                | Ek Tho Chance             | Ниши                              |